# Mary Dyer
Mary Dyer, född Marie Barrett omkring 1611 i England, avrättad genom hängning den 1 juni 1660 i Boston, Massachusetts Bay-kolonin, var en puritan som övergick till Vännernas samfund och vägrade låta sig utvisas från Boston. Hennes martyrskap bidrog till att förändra Massachusetts religiösa lagar och stoppa puritanernas förföljelse av kväkarna.

## Biografi
Marie Barett föddes cirka 1611, troligen i Somersetshire. Känt är att hon gifte sig med William Dyer, fiskhandlare i London. Paret tillhörde den puritanska kyrkan, emigrerade till New England och bosatte sig i Boston 1635. Det första paret Dyer tog itu med var att bygga sitt hem och anlägga en liten trädgård. Det var brist på verktyg, men männen hjälpte varandra. Dyer fick hjälp av kvinnorna i allehanda göromål, alltifrån att kärna smör och samla fett och koka ihop det med aska för att göra tvål. Hon blev vän med Anne Hutchinson, som kommit från England två år tidigare med man och elva barn. På söndagarna var man tvungen att gå i reformerta kyrkan, annars fick man stå i skampålen utanför.
Anne Hutchinson hade haft andliga upplevelser och blivit fritänkare. Dyer och flera andra kvinnor drogs till Hutchinson. När även William Dyer och andra män sympatiserade med fritänkarna blev det ett hot för den reformerta kyrkan. Fritänkare accepterades inte av kyrkan i Massachusetts. Hösten 1637 födde Mary Dyer sitt tredje barn i en svår förlossning. Anne och en barnmorska hjälpte henne, men fostret var dödfött och svårt missbildat. William Dyer och Anne beslöt att det var bäst att begrava barnet i hemlighet. Men guvernör Winthrop fick kännedom om fallet, bannlyste och utvisade paret Dyer, Hutchinson och alla som sympatiserat med dem.

### Rhode Island
De engelska kolonisatörerna Henry Vane och Roger Williams uppskattade Hutchintons mod och tankar. Vane kunde inte acceptera de puritanska lagarna i Massachusetts. Han var puritan men också för religionsfrihet och återvände till England. Roger Williams köpte Providenceplantagen i södra New England av Narragansett-indianer.
Den 7 mars 1638 samlades 18 män i William Coddingtons hem i Boston och skrev ett fördrag för kolonin Rhode Island. Däribland var William Dyer och William Hutchinson. Paren Dyer och Hutchinson sålde sina tillgångar i Boston, skickade sina bohag med båt och vandrade närmare tio mil på indianstigar till Narragansettbukten rakt söderut.
Sommaren 1638 anlände sällskapet till Providenceplantagen. De byggde sitt första läger på Aquidneckön med hjälp av indianerna. De fick låna kanoter och utforskade ön ända ner till en skyddad naturhamn i söder. Här köpte paret Dyer mark och var med och grundade Newport.

### Åter till England
1640-talet var en orolig tid. I England pågick ett inbördeskrig som slutade med att kung Karl dömdes för landsföräderi och avrättades. New England-konfederationen hotades av Nederländska Västindiska Kompaniet, som gjorde anspråk på kusten från New York till Kap Cod. Rhode Island låg i skärningspunkten.
Efter Kung Karls död reste William Coddington till England för att erhålla rätten att styra Rhode Island, vilket beviljades av Oliver Cromwell. Williams hade redan ett kungligt brev från 1644. Han reste till England 1651 och tog med sig Dyers för att återta sin rätt.
Mary Dyer träffade George Fox som startat kväkarna. Deras andaktsmöten tilltalade Dyer och stämde med Hutchinsons lära och hon blev medlem i The Society of Friends. Kväkarna trodde inte på dopet, bönen eller nattvarden. 1657 reste hon tillbaka till sitt hem i Rhode Island.

## Avrättning av kväkare
År 1655 hade John Endecott återkommit som guvernör över Massachussetts. Han inskränkte religionsfriheten och förbjöd religiösa minoriteter att bosätta sig i kolonin.
1658 reste Dyer till Boston för att demonstrera mot de religiösa lagarna, hon fängslades och utvisades men återkom för att besöka andra fängslade kväkare. Efter tredje besöket blev det rättegång och Dyer och andra kväkare dömdes till döden eller piskrapp från by till by ut ur kolonin. Mary Dyer avrättades offentligt genom hängning den 1 juni 1660.

## Eftermäle
Nyheten om Dyers avrättning spred sig snabbt i de amerikanska kolonierna och England. Hon blev betraktad som martyr och den kung Jakob II av England utfärdade ett dekret om att kväkar i Nya England inte fick avrättas. Om de begått något brott skulle de skickas till England för att dömas efter engelsk lag. Men förföljelser av kväkare fortsatte till 1665 då Endecott dog.

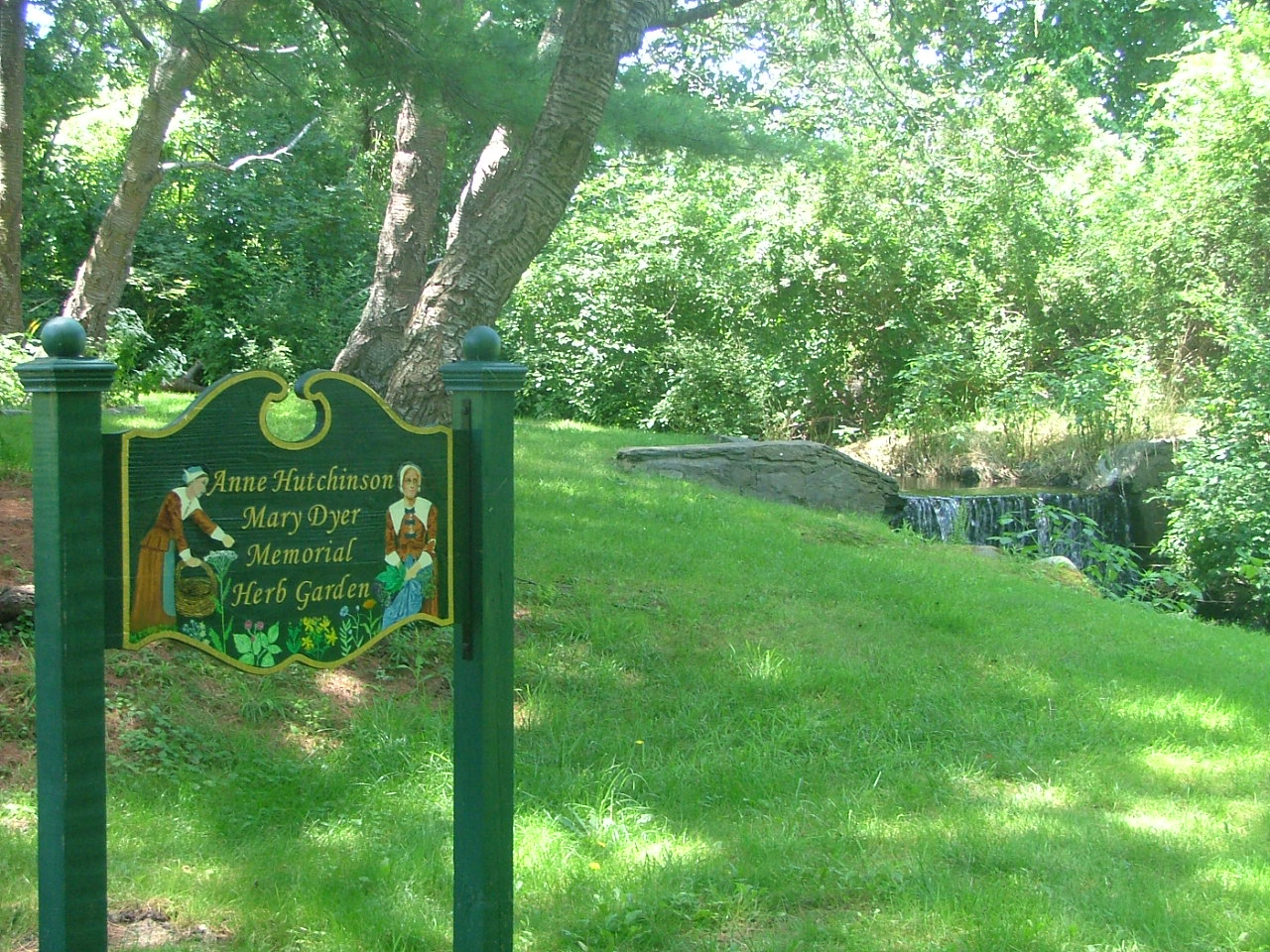
Anne Hutchinson och MaryDyers Minnesträdgård i Portsmouth, Rhode Island

År 1959 invigdes en staty av Mary Dyer i Massachussets stadshuspark vid kväkarnas center i Boston. Skulptören Sylvia Shaw Judson tillverkade ännu en skulptur som skänktes till kväkarnas center i Philadelphia 1975. I Porthsmouth, Rhode Island finns minnestavla över Anne Hutchinton och Mary Dyer. i en medicinsk örtagård. Minnestavlan skapades av botanikern Michael Steven Ford, ättling till båda kvinnorna.